# التدخين في مصر
استخدام منتجات التبغ في مصر منتشر علي نطاق واسع. ويقدر ان حوالي عشرين في المائة من السكان يستخدمون منتجات التبغ يوميا. السجائر هي الشكل الأكثر شيوعا من استهلاك التبغ في مصر حيث تدخن 20 مليار سيجارة سنويا. الشيشة هي الأكثر انتشارا بعد السجائر. العديد من المصريين لا يدركون المخاطر الصحية لاستخدام النارجلية، ويعتقد الكثيرون انها اقل ضررا من السجائر.
قد صدر مؤخرا تشريع في مصر يحظر التدخين في الأماكن العامة ويتطلب وضع تحذيرات خاصة لتغليف التبغ. بالرغم من أن التخين أكثر شيوعا بين الرجال منه بين النساء، فان عدد النساء المدخنات في ازدياد. تهيمن شركه التبغ الشرقية علي صناعه التبغ في مصر، وبما ان زراعه التبغ محظوره في مصر فتعتمد الشركة المصنعة اعتمادا كليا علي التبغ المستورد. ولا يزال عدد البالغين المدخنين في مصر يرتفع، ويشير البعض إلى ما يصل إلى أربعه إلى خمسه في المائة سنويا.

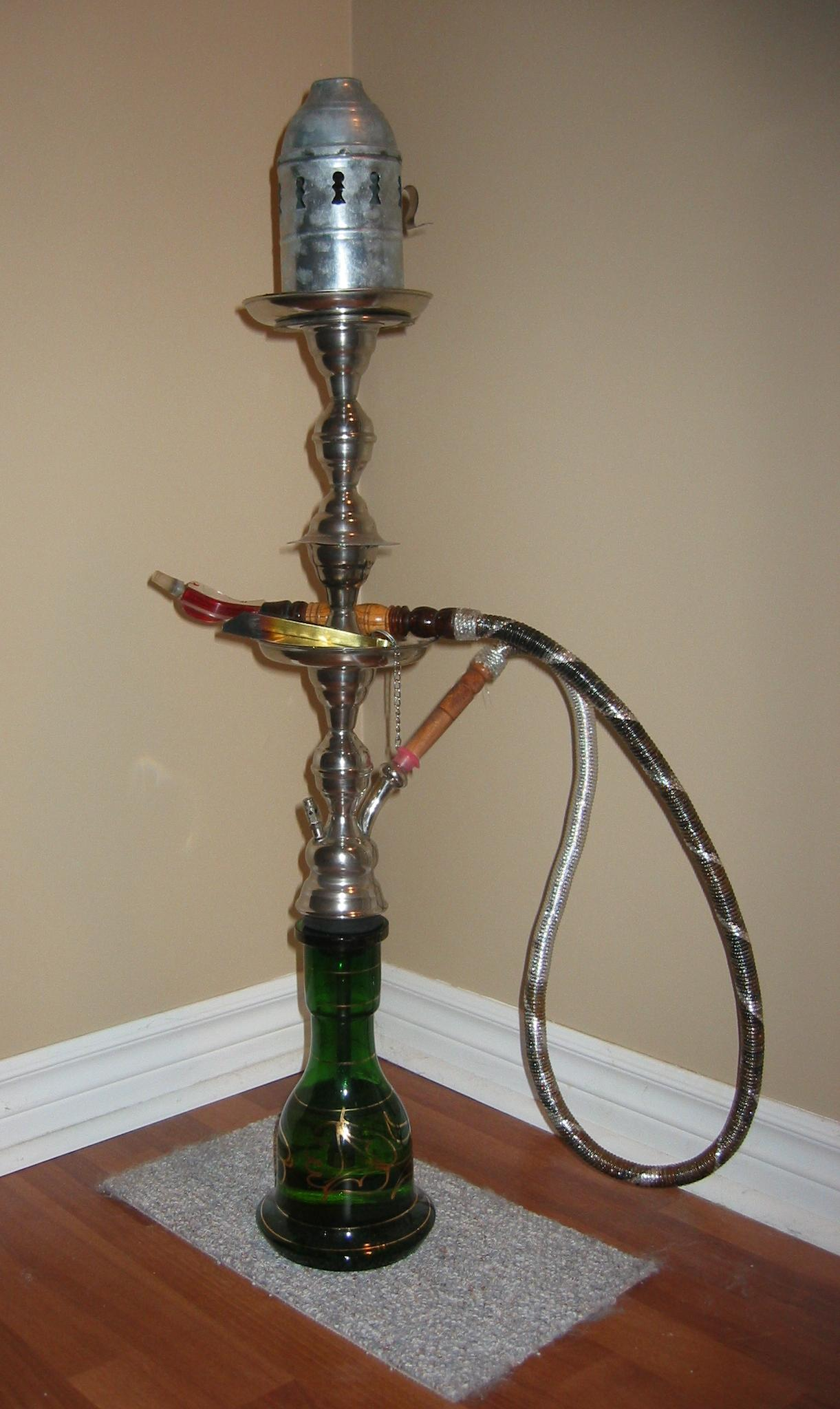
الشيشة المصرية مع غطائها وخرطومها السوري.

## الأنتشار في المجتمع
التدخين في مصر هو السائد حيث توجد 19 مليار سيجارة تدخن سنويا في البلاد مما يجعلها أكبر سوق في العالم العربي. وداخل المقاهي تدخين الشيشة هو الشائع. واعتبارا من عام 2012 وصل التدخين في مصر إلى أعلى مستوى له على الإطلاق حيث يقدر عددهم بنحو عشرين في المئة وعشرة مليون شخص مستخدمين منتجات التبغ بانتظام.
وتحتل مصر المرتبة الأولى بين أكبر عشرة مستهلكين للتبغ من قبل مؤسسة الرئة العالمية. ومن بين 20 في المائة من السكان الذين يقدرون باستخدام منتجات التبغ كان خمسة وتسعون في المائة منهم من المدخنين يوميا. ويدخن 16 في المائة السجائر فقط و 3,3 في المائة الشيشة و 2,6 في المائة منتجات التبغ عديمة الدخان. وفي حين أن استهلاك التبغ لدى البالغين آخذ في الانخفاض أو الركود في كثير من البلدان فإن عدد المدخنين البالغين في السجائر في مصر يتزايد بمعدل يتراوح بين أربعة وخمسة في المائة سنويا.

## التدخين في التاريخ المصري
وليس من الواضح تماما متى بدأ استخدام التبغ لأول مرة في مصر. يمكن أن يعود تاريخ استخدام التبغ في الشرق الأوسط إلى القرن السادس عشر ومع ذلك هناك بعض الأدلة ويدعم بعض العلماء الحجة القائلة بأن منتجات التبغ كانت تستخدم في مصر في وقت يعود إلى وقت الفراعنة.

## الإسلاموالتدخين
وعلى الرغم من أن الإسلام ليس لديه حظر محدد على التدخين إلا أن هناك عدة مبادئ إسلامية تم الاستشهاد بها دعما لحظر التبغ القائم على الدين. واعتمادا على الموقع والمجتمع اعتبرت السلطات الإسلامية التدخين مكروه (لتجنبها) أو حرام (ممنوع).
في 5 سبتمبر 1999 أصدر نصر فريد واصل مفتي مصر آنذاك فتوى (حكم ديني) ضد التدخين.

## التدخين في الأماكن العامة
في مصر يحظر قانون مكافحة التدخين التدخين في الأماكن العامة المحددة التالية: المرافق الصحية والتعليمية والأماكن الحكومية والنوادي الرياضية والاجتماعية ومراكز الشباب (على الرغم من أن هذه القواعد لا تتبع عادة). ويحظر التدخين أيضا على وسائل النقل العام. وبموجب قانون بيئي منفصل يقتصر التدخين على المناطق المخصصة خصيصا في المؤسسات الصناعية والمؤسسات السياحية ومؤسسات إنتاج الكهرباء.

## إدراك التدخين وأخطاره
وفي دراسة استقصائية أجريت على مدخنين مصريين اعتقد 97.6٪ أن التدخين يمكن أن يسبب مرضا خطيرا. لكن الاعتقاد بأن التدخين يسبب مرضا متفاوتا. ويعتقد عدد كبير من المدخنين أن الشيشة أقل ضررا من أشكال التدخين الأخرى. حوالي 97.4٪ يعتقدون أن التدخين الشيشة يسبب أمراض خطيرة مثل السكتة الدماغية والنوبات القلبية وسرطان الرئة.
وأظهرت دراسة استقصائية وطنية أجراها المعهد المصري لبحوث الوقاية من التدخين أن تدخين الشيشة يرتبط عكسيا بمستوى التعليم وأن معظم المستخدمين يعتقدون أن استخدام الشيشة أقل ضررا من السجائر. وأظهر الاستطلاع أيضا أن أكثر من 70 في المائة من المدخنين الذكور المدخنين يدخنون في منازلهم بحضور أطفالهم وزوجاتهم لافتا الانتباه إلى نقص المعرفة المؤسف بشأن التعرض لدخان التبغ في الأماكن المغلقة.

## صناعة التبغ في مصر
زراعة التبغ ليست قانونية في مصر ولذلك فإن الشركات التي تنتج منتجات التبغ يجب أن تعتمد على التبغ الخام المستورد إلى حد كبير من الهند والصين وكذلك من البرازيل وإيطاليا والجمهورية العربية السورية والولايات المتحدة الأمريكية. وتسيطر شركة التبغ الشرقية (ETC) وهي أكبر شركة لصناعة السجائر في الشرق الأوسط على صناعة التبغ في مصر وهناك كمية صغيرة ولكن متزايدة من السجائر المصرية يتم تصديرها إلى الدول المجاورة ومعظمها لخدمة المصريين العاملين في الخارج.

### الإعلان عن التبغ والترويج له ورعايته
وفي مصر تحظر معظم أشكال الإعلان عن التبغ والترويج له. ولا يحظر القانون على وجه التحديد رعاية التبغ كما أنه لا يستخدم تعبير التبغ. ومع ذلك قد يتم حظر بعض أشكال رعاية التبغ بموجب الحظر على الإعلان والترويج. ولأن مصطلحي «الإعلان عن التبغ والترويج له» و «رعاية التبغ» غير محددين فمن الصعب تحديد النطاق الدقيق للحظر.

### التعبئة وتغليف التبغ ووضع العلامات
ابتداء من 1 أغسطس 2008 بدأت ملصقات السجائر في مصر تتطلب صورا لآثار التدخين: رجل يموت في قناع الأكسجين وطفل يقوم بالسعال وأشكال ترمز إلى العجز الجنسي. ويتطلب القانون تحذيرات نصية يجب أن تكون مصحوبة بصور (من القلب والرئة أو الحمل) مع نص إضافي ذات صلة ويجب أن يتم تغير الصورة والنص كل ستة أشهر والتحذيرات يجب أن تحتل 50 في المئة من مناطق العرض الرئيسية الأمامية والخلفية.
ويحظر القانون استخدام مصطلحات «خفيفة» و «قطران خفيف» و «قطران خفيف جدا» على عبوات منتجات التبغ. ومع ذلك فإن القانون لا يحظر استخدام مصطلحات مضللة أخرى أو وصفات أو أرقام أو غيرها من المؤشرات التي تخلق انطباعا خاطئا عن الآثار الصحية لمنتج التبغ بما في ذلك شرط أن يتم عرض الكمية (العائد الرمزي) للقطران والنيكوتين على منتجات التبغ كما لا يتطلب القانون بيانا نوعيا عن المكونات والانبعاثات.

### تشريعات مكافحة التبغ
القانون رقم 52 لعام 1981 بشأن الوقاية من الآثار السلبية للتبغ يوفر الأساس الذي تستند إليه التشريعات التالية للتبغ. ويتناول هذا القانون الرئيسي ولو لفترة وجيزة سياسات خالية من التدخين؛ والإعلان والترويج والرعاية؛ التعبئة والتغليف ووضع العلامات؛ والعقوبات. القانون رقم 85 لسنة 2002 والقانون رقم 154 لسنة 2007 والمرسوم رقم 443 لسنة 2008 واللائحة التنفيذية للقانون رقم 52 لسنة 1981 يعدل ويبنى على التشريع الشامل لمكافحة التبغ الوارد في القانون رقم 52 1981- وهناك عدة قوانين ومراسيم أخرى تكمل القانون رقم 52 لسنة 1981 وتعديلاته وتشريعاته اللاحقة. وتشمل هذه القوانين: القانون رقم 137 لعام 1981 وقانون العمل الذي ينص على عقوبات على التدخين أثناء العمل أو في أماكن العمل؛ والقانون رقم 4 لعام 1994 وهو قانون بيئي يتناول السياسات الخالية من التدخين. وبالإضافة إلى ذلك أنشأ المرسوم رقم 465 لعام 2007 الصادر عن وزارة الصحة والسكان إدارة مكافحة التبغ كهيئة إدارية داخل الوزارة.

## الاتجاهات بين مجموعات مختلفة من المصريين

### الفروق بين الجنسين
ما يقرب من أربعين في المئة من جميع الرجال في مصر يدخن في حين أن نسبة النساء المدخنات المبلغ عنها يبقى منخفضا في أقل من 2 في المئة. وكانت السجائر المصنعة هو النوع الأكثر شعبية من المنتجات ويفضل بنسبة 31.7٪ تليها الشيشة تفضل فقط بنسبة 6.2٪. من ناحية أخرى وبين النساء 0.2٪ يفضلنا السجائر المصنعة في حين يفضلنا 03٪ 0.3٪ الشيشة ومن بين المدخنين يوميا في السجائر يدخن الرجال في المتوسط 19.4 سيجارة يوميا بينما يكون الرقم أقل للنساء.

### المرأة والتدخين
وتشير التقديرات إلى أن 2٪ من النساء المصريات يدخنن لكن معظم الباحثين يعتقدون أن تدخين الإناث لا يتم الإبلاغ عنه بشكل كبير بسبب المحرمات الاجتماعية التي تدفع الإناث إلى التدخين في مناطق خاصة. وهذا المعدل هو الأدنى في بلدان منطقة شرق الأوسط وهو أقل منه في البلدان النامية الأخرى (تتراوح بين 2 في المائة و 10 في المائة). ومن المتوقع أن يزداد انتشار التدخين بين النساء في مصر كما هو الحال في أماكن أخرى من العالم النامي نظرا لضعف المعايير الثقافية وزيادة القدرة الشرائية للمرأة وتكتيكات شركة التبغ في استهداف النساء كمستهلكات جدد.

### التدخين في مجموعات العمر المتباينة
وتزيد نسبة السكان الذين يستخدمون أي منتج من منتجات التبغ إلى حوالي 23 في المائة وحوالي 26 في المائة بين الفئات العمرية المنتجة 25-44 و 45-64 سنة على التوالي  ويبلغ انتشار استخدام أي منتج من منتجات التبغ بين جميع خريجي الجامعات نحو 16 في المائة. وكانت النسبة المئوية لاستخدام أي منتج من منتجات التبغ بين أولئك الذين ليس لديهم تعليم رسمي أو أولئك الذين لديهم مستوى تعليم ابتدائي أعلى بنحو 21 في المائة وحوالي 26 في المائة على التوالي 
وفيما بين الرجال بلغت ذروة المدخنين ذروتها في الفئة العمرية 45-54 سنة وكان ثاني أعلى رقم بين الفئة العمرية 35-44 سنة وهذا الملف يشبه تقرير آخر من مصر حيث كانت الذروة بين 40 و 60 سنة من العمر. ويمكن أن تعكس تلك القمم ظروف الأجيال السابقة التي أنشأت عادة التدخين منذ 25 إلى 34 عاما خلال بداية وباء التدخين في البلدان النامية عندما كانت البيانات الشحيحة متاحة للجمهور بشأن العواقب الضارة للتبغ.

## الإقلاع عن التدخين
في دراسة استقصائية أجرتها منظمة الصحة العالمية وجدوا أن المدخنين في كل يوم 16.6٪ قد تركوا التدخين. ومن بين الأشخاص الذين تركوا التدخين خلال الأشهر الإثني عشر الماضية كان 41.1٪ قد حاولوا الإقلاع عن التدخين و 17.9٪ أثبتوا نجاحهم في الإقلاع عن التدخين ومن مجموع السكان الحاليين للمدخنين أعرب 42.8٪ عن اهتمامهم بالإقلاع عن التدخين. ومن 41.1٪ الذين حاولوا الإقلاع عن التدخين خلال الإثني عشر شهرا الماضية 2.0٪ فقط استخدموا العلاج الدوائي و 4.0٪ كانوا يستخدمون الإقلاع عن التدخين.